# Фреді Серрано
Фреді Алехандро Серрано Січака (ісп. Fredy Alejandro Serrano Sichaca; нар. 22 вересня 1979, Богота) — колумбійський борець вільного стилю, срібний та шестиразовий бронзовий призер Панамериканських чемпіонатів, бронзовий призер Панамериканських ігор, чемпіон та срібний призер Центральноамериканських і Карибських ігор, учасник Олімпійських ігор.

## Життєпис
Боротьбою почав займатися з 1990 року.
Виступав за борцівський клуб «Вікторія» Богота. Тренер — Едуардо Гарсія (з 2000).

## Спортивні результати на міжнародних змаганнях

### Виступи на Олімпіадах
| Змагання                    | Збірна   | Вагова категорія          | Місце |
| --------------------------- | -------- | ------------------------- | ----- |
| Літні Олімпійські ігри 2008 | Колумбія | вільна боротьба, до 55 кг | 14    |

### Виступи на Чемпіонатах світу
| Змагання                        | Збірна   | Вагова категорія          | Місце |
| ------------------------------- | -------- | ------------------------- | ----- |
| Чемпіонат світу з боротьби 2003 | Колумбія | вільна боротьба, до 55 кг | 23    |
| Чемпіонат світу з боротьби 2006 | Колумбія | вільна боротьба, до 55 кг | 14    |
| Чемпіонат світу з боротьби 2007 | Колумбія | вільна боротьба, до 55 кг | 7     |
| Чемпіонат світу з боротьби 2011 | Колумбія | вільна боротьба, до 55 кг | 20    |

### Виступи на Панамериканських чемпіонатах
| Змагання                                   | Збірна   | Вагова категорія          | Місце  |
| ------------------------------------------ | -------- | ------------------------- | ------ |
| Панамериканський чемпіонат з боротьби 2001 | Колумбія | вільна боротьба, до 54 кг | 5      |
| Панамериканський чемпіонат з боротьби 2002 | Колумбія | вільна боротьба, до 55 кг | Бронза |
| Панамериканський чемпіонат з боротьби 2003 | Колумбія | вільна боротьба, до 55 кг | Бронза |
| Панамериканський чемпіонат з боротьби 2004 | Колумбія | вільна боротьба, до 55 кг | Бронза |
| Панамериканський чемпіонат з боротьби 2005 | Колумбія | вільна боротьба, до 55 кг | Бронза |
| Панамериканський чемпіонат з боротьби 2006 | Колумбія | вільна боротьба, до 55 кг | Бронза |
| Панамериканський чемпіонат з боротьби 2007 | Колумбія | вільна боротьба, до 55 кг | Срібло |
| Панамериканський чемпіонат з боротьби 2008 | Колумбія | вільна боротьба, до 55 кг | Бронза |

### Виступи на Панамериканських іграх
| Змагання                  | Збірна   | Вагова категорія          | Місце  |
| ------------------------- | -------- | ------------------------- | ------ |
| Панамериканські ігри 2003 | Колумбія | вільна боротьба, до 55 кг | 5      |
| Панамериканські ігри 2007 | Колумбія | вільна боротьба, до 55 кг | Бронза |

### Виступи на Центральноамериканських і Карибських іграх
| Змагання                                               | Збірна   | Вагова категорія          | Місце  |
| ------------------------------------------------------ | -------- | ------------------------- | ------ |
| Центральноамериканські і Карибські ігри 2006           | Колумбія | вільна боротьба, до 55 кг | Срібло |
| Центральноамериканські і Карибські ігри 2010 (Маягуес) | Колумбія | вільна боротьба, до 55 кг | Золото |

### Виступи на інших змаганнях
| Змагання                                                         | Збірна   | Вагова категорія          | Місце |
| ---------------------------------------------------------------- | -------- | ------------------------- | ----- |
| Олімпійський кваліфікаційний турнір з боротьби 2004 (Братислава) | Колумбія | вільна боротьба, до 55 кг | 18    |
| Олімпійський кваліфікаційний турнір з боротьби 2004 (Софія)      | Колумбія | вільна боротьба, до 55 кг | 14    |